# Quận Cherokee, Oklahoma
Quận Cherokee là một quận trong tiểu bang Oklahoma, Hoa Kỳ. Theo thống kê 2010, dân số quận là 46.987. Quận lỵ đặt tại Tahlequah, cũng là thủ phủ của Xứ Cherokee.